# Marie-Hélène Dasté
Pour les articles homonymes, voir Famille Dasté.
Marie-Hélène Dasté, née Marie-Hélène Copeau le 2 décembre 1902 à Lyngby au Danemark et morte le 28 août 1994 à Beaune en France, est une actrice et costumière française.

## Biographie
Fille aînée de Jacques Copeau, Marie-Hélène Dasté suit les cours de gymnastique rythmique, méthode Jaques-Dalcroze, en 1913-1914.
Avec sa famille, elle accompagne son père à New York, lors de la période américaine du Vieux-Colombier. Elle écrit et illustre Histoires de nos jeux.
De retour à Paris, elle s’inscrit à l’école du Vieux-Colombier de 1920 à 1923, c’est là qu’elle rencontre Jean Dasté qui devient plus tard son époux. La dernière année, elle est promue « Chef d’atelier », et elle suit son père au château de Morteuil, puis à Pernand-Vergelesses, afin de participer à l’expérience bourguignonne des Copiaus (1924-1929).
En 1931-1932 au sein de la Compagnie des Quinze (dont elle est aussi la costumière) sous la direction de Michel Saint-Denis, elle tient le rôle principal dans le Viol de Lucrèce d’André Obey. Elle tient également des rôles chez Charles Dullin, Louis Jouvet et Gaston Baty, puis à partir de 1946, dans la compagnie que viennent de former Jean-Louis Barrault et Madeleine Renaud, elle y joue, dessine, conçoit et fabrique des costumes (pour Le Livre de Christophe Colomb de Claudel, pour La Soirée des proverbes, et Histoire de Vasco de Georges Schehadé).
Épouse de Jean Dasté, elle le suit à la Comédie de Saint-Étienne, où elle assure la mise en scène de deux nôs modernes, Ce que murmure la rivière Sumida, et trois ans plus tard Kagekyo le Furibond (elle en fait également les masques), nôs de Zeami Motokiyo, adaptés par Suzanne Bing. Le second nô, Kagekyo le Furibond, fut interprété, entre autres, par Jean Dasté et sa fille Catherine Dasté, alors âgée de vingt ans.
Créatrice de nombreux costumes, elle imagine des ensembles transformables munis de fermetures éclair qui servirent dans de nombreux spectacles et contribuèrent à donner un style particulier aux représentations. Classique de goût, elle est une partisane de formes simples et expressives au symbolisme aisément interprétable (celui des couleurs notamment).
Séparée de Jean Dasté, elle revient jouer dans la Compagnie Renaud-Barrault. Elle s'installe dans la Maison Copeau à Pernand-Vergelesses, où elle crée l'Association des amis de Jacques Copeau, et en compagnie de sa cousine Suzanne Maistre, elles se lancent toutes deux dans l’énorme entreprise des Registres (avec le soutien de Norman Paul), afin de réunir les écrits de son père, de les publier (ce qui n’avait été fait que très partiellement).

## Filmographie

### Cinéma
- 1935 : Anna Karenine de Clarence Brown
- 1935 : Les Mystères de Paris de Félix Gandéra
- 1938 : Katia de Maurice Tourneur : La Tsarine
- 1939 : La Fin du jour de  Julien Duvivier : Adèle
- 1939 : La Charrette fantôme  de  Julien Duvivier : La prostituée
- 1941 : L'Assassinat du Père Noël de Christian-Jaque : La mère Michel
- 1943 : Le Comte de Monte Cristo, 1re époque: Edmond Dantès de Robert Vernay : Madame de Villefort (part 1 & 2)
- 1943 : Le Voyageur de la Toussaint de Louis Daquin : Madame Sauvaget
- 1943 : Les Anges du péché de Robert Bresson : Mère Saint-Jean
- 1949 : Le Point du jour  de Louis Daquin : Mme Bréhard[1]
- 1949 : Singoalla de Christian-Jaque
- 1956 : Si tous les gars du monde de Christian-Jaque
- 1957 : Élisa de Roger Richebé : La mère de Guy
- 1958 : Une vie  d'Alexandre Astruc : Mme Dandieu
- 1960 : Pantalaskas de Paul Paviot
- 1962 : Le Gentleman d'Epsom de Gilles Grangier : Tante Berthe
- 1965 : La Métamorphose des cloportes de Pierre Granier-Deferre : Mme Clancul
- 1975 : Thomas : La grand-mère
- 1981 : Chanel solitaire (Coco Chanel) de George Kaczender
- 1983 : Un amour en Allemagne (Eine Liebe in Deutschland)  d'Andrzej Wajda : Maria Wyler, old
- 1984 : Blanche et Marie de Jacques Renard : Honorine Cailloux
- 1985 : Les Poings fermés de Jean-Louis Benoît : Mère Cazal

### Télévision
- 1966 : La Cerisaie (TV) : Charlotte
- 1967 : L'Ane Culotte (série TV) : Le peguinotte
- 1972 : La Tuile à loups (TV) : La Thibaude
- 1974 : La Famille Grossfelder (TV) : Marie-Louise en 1973
- 1976 : Christophe Colomb (TV) : La mère de Christophe Colomb
- 1977 : Les Rebelles (TV) : L'Herminie
- 1978 : Il y a encore des noisetiers (TV) : Patricia
- 1980 : Les Enquêtes du commissaire Maigret, épisode : Maigret et les Vieillards de Stéphane Bertin
- 1980 : L'Oasis (TV) : Mme Parrot
- 1982 : La Taupe ("Smiley's People") (feuilleton TV) : Madame Delbarre
- 1990 : L'Ami Giono: Ennemonde (TV) : Delphine

## Théâtre

### Comédienne
- 1931 : Le Viol de Lucrèce d'André Obey d'après William Shakespeare, Théâtre du Vieux-Colombier
- 1933 : Richard III de William Shakespeare, mise en scène Charles Dullin, Théâtre de l'Atelier
- 1934 : Comme il vous plaira de William Shakespeare, mise en scène Jacques Copeau, Théâtre de l'Atelier
- 1935 : Le Médecin de son honneur de Pedro Calderón de la Barca, mise en scène Charles Dullin, Théâtre de l'Atelier
- 1935 : La guerre de Troie n'aura pas lieu de Jean Giraudoux, mise en scène Louis Jouvet, Théâtre de l'Athénée
- 1936 : Un homme comme les autres d'Armand Salacrou, mise en scène Paulette Pax, Théâtre de l'Œuvre
- 1937 : L'Impromptu de Paris de Jean Giraudoux, mise en scène Louis Jouvet, Théâtre de l'Athénée
- 1938 : Plutus, l'or... d'après Aristophane, mise en scène Charles Dullin, Théâtre de l'Atelier
- 1940 : Plutus d'après Aristophane, mise en scène Charles Dullin, Théâtre de Paris
- 1943 : Le Viol de Lucrèce d'André Obey, mise en scène Paulette Pax, Théâtre de l'Œuvre
- 1943 : Les Suppliantes d'Eschyle, mise en scène Jean-Louis Barrault, au stade Roland-Garros
- 1944 : Emily Brontë de Madame Simone, mise en scène Gaston Baty, Théâtre Montparnasse
- 1945 : Lorenzaccio d'Alfred de Musset, mise en scène Gaston Baty, Théâtre Montparnasse
- 1946 : Hamlet de William Shakespeare, mise en scène Jean-Louis Barrault, Théâtre Marigny
- 1946 : Les Nuits de la colère d'Armand Salacrou, mise en scène Jean-Louis Barrault, Théâtre Marigny
- 1947 : Le Procès d'après Franz Kafka, mise en scène Jean-Louis Barrault, Théâtre Marigny
- 1948 : L'État de siège d'Albert Camus, mise en scène Jean-Louis Barrault, Théâtre Marigny
- 1949 : Le Bossu de Paul Féval et Anicet Bourgeois, mise en scène Jean-Louis Barrault, Théâtre Marigny
- 1951 : Macbeth de William Shakespeare, mise en scène Jean Dasté, Comédie de Saint-Étienne
- 1951 : Lazare d'André Obey, mise en scène Jean-Louis Barrault, Théâtre Marigny
- 1952 : Médée de Robinson Jeffers, mise en scène Georges Vitaly, Théâtre Montparnasse
- 1955 : La Cerisaie d'Anton Tchekhov, mise en scène Jean-Louis Barrault, Théâtre des Célestins
- 1956 : Histoire de Vasco de Georges Schehadé, mise en scène Jean-Louis Barrault, Théâtre des Célestins
- 1957 : Le Château de Franz Kafka, mise en scène Jean-Louis Barrault, Théâtre Sarah Bernhardt
- 1958 : La Tour d'ivoire de Robert Ardrey, mise en scène Jean Mercure, Théâtre des Bouffes-Parisiens
- 1958 : Le Soulier de satin de Paul Claudel, mise en scène Jean-Louis Barrault, Théâtre du Palais-Royal
- 1959 : La Petite Molière de Jean Anouilh, mise en scène Jean-Louis Barrault, Grand théâtre de Bordeaux, Odéon-Théâtre de France
- 1960 : La Cerisaie d'Anton Tchekhov, mise en scène Jean-Louis Barrault, Odéon-Théâtre de France
- 1960 : Christophe Colomb de Paul Claudel, mise en scène Jean-Louis Barrault, Odéon-Théâtre de France
- 1961 : Le Voyage de Georges Schehadé, mise en scène Jean-Louis Barrault, Odéon-Théâtre de France
- 1962 : L'Orestie d'Eschyle, mise en scène Jean-Louis Barrault, Odéon-Théâtre de France
- 1962 : Hamlet de William Shakespeare, mise en scène Jean-Louis Barrault, Odéon-Théâtre de France
- 1962 : La Révélation de René-Jean Clot, mise en scène Jean-Louis Barrault, Odéon-Théâtre de France
- 1962 : La nuit a sa clarté de Christopher Fry, mise en scène Jean-Louis Barrault, Odéon-Théâtre de France
- 1963 : Le Piéton de l'air d'Eugène Ionesco, mise en scène Jean-Louis Barrault, Odéon-Théâtre de France
- 1963 : La Cerisaie d'Anton Tchekhov, mise en scène Jean-Louis Barrault, Odéon-Théâtre de France
- 1964 : Il faut passer par les nuages de François Billetdoux, mise en scène Jean-Louis Barrault, Odéon-Théâtre de France
- 1964 : Hamlet de William Shakespeare, mise en scène Jean-Louis Barrault, Odéon-Théâtre de France
- 1965 : L'Amérique de Max Brod d'après Franz Kafka, mise en scène Antoine Bourseiller, Odéon-Théâtre de France
- 1965 : Numance de Cervantes, mise en scène Jean-Louis Barrault, Odéon-Théâtre de France
- 1965 : La Provinciale d'Ivan Tourgueniev, mise en scène André Barsacq, Odéon-Théâtre de France
- 1966 : Les Paravents de Jean Genet, mise en scène Roger Blin, Odéon-Théâtre de France
- 1970 : La Mère de Stanisław Ignacy Witkiewicz, mise en scène Claude Régy, Théâtre Récamier
- 1975 : Christophe Colomb de Paul Claudel, mise en scène Jean-Louis Barrault, Théâtre d'Orsay
- 1983 : Les Serpents de pluie de Per Olov Enquist, mise en scène Lone Bastholm, Théâtre de la Madeleine

### Costumière
- 1918 : Le Mariage de Figaro de Beaumarchais, mise en scène Jacques Copeau, Garrick's Theatre New York
- 1931 : NOÉ, mise en scène André Obey, Le Vieux-Colombier
- 1933 : Richard III de William Shakespeare, mise en scène Charles Dullin, Théâtre de l'Atelier
- 1940 : Le Cid de Corneille, mise en scène Jacques Copeau, Comédie-Française
- 1940 : La Nuit des rois de William Shakespeare, mise en scène Jacques Copeau, Comédie-Française
- 1942 : Les Dieux de la nuit de Charles de Peyret-Chappuis, mise en scène Camille Corney, Théâtre Hébertot
- 1943 : L'Honorable Monsieur Pepys de Georges Couturier, mise en scène André Barsacq, Théâtre de l'Atelier
- 1945 : Lorenzaccio d'Alfred de Musset, mise en scène de Gaston Baty, Théâtre Montparnasse
- 1946 : Bérénice de Racine, mise en scène Gaston Baty, Comédie-Française
- 1952 : Phèdre de Racine, mise en scène Gaston Baty, Comédie de Provence Casino municipal d'Aix-en-Provence
- 1954 : La Soirée des proverbes de Georges Schehadé, mise en scène Jean-Louis Barrault, Théâtre Marigny
- 1954 : La Tempête de William Shakespeare, mise en scène John Blatchley, Comédie de Saint-Étienne
- 1955 : L'Orestie d'Eschyle, mise en scène Jean-Louis Barrault, Festival de Bordeaux, Théâtre Marigny
- 1956 : Histoire de Vasco de Georges Schehadé, mise en scène Jean-Louis Barrault, Théâtre des Célestins, Théâtre Sarah Bernhardt
- 1957 : Le Château de Franz Kafka, mise en scène Jean-Louis Barrault, Théâtre Sarah Bernhardt
- 1960 : Jules César de William Shakespeare, mise en scène Jean-Louis Barrault, Odéon-Théâtre de France
- 1961 : L'Annonce faite à Marie de Paul Claudel, mise en scène Pierre Franck, Théâtre de l'Œuvre
- 1961 : Andromaque de Racine, mise en scène Marguerite Jamois, Théâtre des Célestins
- 1962 : L'Azote de René de Obaldia, mise en scène René Lesage, Comédie des Alpes
- 1962 : Le Barbier de Séville de Beaumarchais, mise en scène René Lesage, Comédie des Alpes
- 1962 : La Révélation de René-Jean Clot, mise en scène Jean-Louis Barrault, Odéon-Théâtre de France
- 1963 : Le Drame du Fukuryu Maru de Gabriel Cousin, mise en scène Jean Dasté et Jacques Lecoq, Comédie de Saint-Étienne
- 1965 : L'Amérique de Max Brod d'après Franz Kafka, mise en scène Antoine Bourseiller, Odéon-Théâtre de France
- 1966 : Les Musiques magiques de Catherine Dasté, mise en scène de l'auteur, Comédie des Alpes
- 1966 : Henry VI de William Shakespeare, mise en scène Jean-Louis Barrault, Odéon-Théâtre de France
- 1968 : L'Arbre sorcier, Jérôme et la tortue de Catherine Dasté, mise en scène de l'auteur, Cirque de Montmartre
- 1968 : Glomoël et les pommes de terre de Catherine Dasté, mise en scène de l'auteur, Théâtre de la Commune
- 1970 : Les Loups de Catherine Dasté, mise en scène de l'auteur, Théâtre de Sartrouville
- 1973 : Jeanne l'ébouriffée de Catherine Dasté, mise en scène de l'auteur, Théâtre de Sartrouville
- 1975 : Christophe Colomb de Paul Claudel, mise en scène Jean-Louis Barrault, Théâtre d'Orsay
- 1976 : Le Rêve du papillon de Guan Hanqing, mise en scène Catherine Dasté, Théâtre de Sartrouville
- 1980 : Aux limites de la mer de Catherine Dasté et Armando Llamas, mise en scène de l'auteur, Théâtre de Sartrouville
- 1983 : Le Journal d'un homme de trop d'Ivan Tourgueniev, mise en scène Catherine Dasté, Festival Off d'Avignon Théâtre du Chien qui Fume